# Serra del Plan de Toralla
La Serra del Plan de Toralla és una serra de l'interior del terme municipal de la Torre de Cabdella, a la comarca del Pallars Jussà. Pertanyia al terme primigeni de la Torre de Cabdella.
Està situada a la part occidental de l'antic terme de la Torre de Cabdella, a prop del límit amb l'extrem nord-oriental de l'antic terme de Benés, de l'Alta Ribagorça, ara de Sarroca de Bellera, del Pallars Jussà. La serra s'ìnicia a la Penya Roia, a 1.852,8 metres d'altitud, i puja en direcció nord-oest cap al Tossal d'Astell, de 2.620,2, on enllaça amb la Serra dels Estanyets.